# Дюкс, Фрэнк
Фрэнк Дюкс (англ. Frank Dux; род. 6 апреля 1956, Торонто) — американский киноактёр, мастер боевых искусств и хореограф боевых сцен в кино. Наиболее известен как постановщик боевых сцен в фильме «Кровавый спорт», в котором главную роль исполнил Жан-Клод Ван Дамм. Также значится как постановщик боевых сцен в фильмах «Самоволка» (совместно с Ван Даммом) и «Только сильнейшие». Со слов Дюкса, сюжет «Кровавого спорта» был составлен по мотивам реальных событий: он якобы в детстве обучался боевым искусствам под руководством некоего мастера ниндзюцу Сэндзо Танаки, открыл позже школу «Dux Ryu Ninjutsu», а в 1975 году выиграл некий подпольный турнир по боевым искусствам под названием «Кумите». Эта история Дюкса неоднократно подвергалась критике за неправдоподобность, поскольку не было доказано ни факта проведения такого турнира, ни существования Танаки.
В 1975—1981 годах Дюкс нёс службу в резерве Корпуса морской пехоты США. Он утверждал, что участвовал в неких секретных миссиях в Юго-Восточной Азии, а также работал на ЦРУ, приняв предложение от директора Уильяма Кейси: за свои успехи он якобы был награждён Медалью Почёта. Все эти события Дюкс подробно описал в книге «Тайный человек» в 1996 году: в том же году вышел фильм «В поисках приключений», в котором Жан-Клод Ван Дамм не только вновь исполнил главную роль, но и дебютировал в качестве режиссёра, а также выступил соавтором сюжета совместно с Дюксом.
В официальных документах ЦРУ и Министерства обороны США утверждается, что Фрэнк Дюкс никогда не отправлялся за границу и не был отмечен никакими государственными наградами. Многие авторы, военные деятели и сотрудники спецслужб публично обвиняли Дюкса во лжи и фальсификации данных, в ответ на что следовали ответные обвинения от Дюкса в клевете и лжи с целью очернения имени последнего. В 1998 году Дюкс подал в суд на Ван Дамма за нарушение условий контракта по фильму «В поисках приключений», но проиграл дело, а через год подал в суд на журнал Soldier of Fortune по обвинению в фальсификации данных о его воинской службе и возможном сотрудничестве с ЦРУ, но потерпел неудачу и там.

## Ранние годы
Фрэнк Дюкс родился 6 апреля 1956 года в Торонто, Канада. Когда ему было семь лет, его семья переехала в Калифорнию, где он посещал среднюю школу имени Улисса Гранта. По утверждениям Фрэнка, он познакомился с неким ямабуси Сэндзо «Тигром» Танака (англ. Senzo "Tiger" Tanaka), которого представлял как «всемирно известного учителя» и потомка воинов в 41-м поколении, учившего его боевым искусствам. Танака якобы отправил 16-летнего Дюкса в японский город Масуда, где обучал его искусству ниндзюцу.

## Карьера
В 1975—1981 годах Дюкс проходил службу в резерве Корпуса морской пехоты США. Он утверждал, что в это время его отправляли с некими секретными заданиями в Юго-Восточную Азию и даже наградили Медалью Почёта. В сентябре и октябре 1980 года в журнале Black Belt появились статьи Дюкса об использовании техники боевых искусств и ножевого боя в рамках самообороны, где он утверждал, что за «продемонстрированную в ходе боевых действий в Юго-Восточной Азии технику ножевого боя» был отмечен некими наградами, а также утверждал, что у него был чёрный пояс по тхэквондо и иным боевым искусствам. В 1987 году в журнале Inside Kung Fu появилась его статья о ножевом бое.
В ноябре 1980 года в журнале Black Belt вышла статья, в которой Дюкс утверждал следующее: в 1975 году на Багамских островах он якобы принял участие в турнире под названием «Кумите», который проводился в подпольных условиях каждые пять лет некоей Международной ассоциацией боевых искусств (англ. International Fighting Arts Association). Турнир проходил по олимпийской системе и состоял из 60 раундов. Первоначально Дюкс говорил, что действовал под прикрытием и намеревался установить связи с лицами, имеющими отношения к организации незаконных турниров по боевым искусствам; о победе на турнире не могло быть и речи. Однако в итоге Дюкс стал первым спортсменом из Западного мира, выигравшим этот турнир, а также первым, кому было дозволено раскрыть тайну о его проведении. Он утверждал, что установил мировой рекорд по числу побед нокаутом подряд (56), по самому быстрому нокаутирующему удару рукой (0,12 с), по самому быстрому нокаутирующему удару ногой (72 миль / ч) и по самому быстрому нокауту в принципе (3,2 с). Эта история легла в основу сценария фильма «Кровавый спорт», вышедшего в 1988 году, где роль Дюкса исполнил Жан-Клод Ван Дамм, а сам Дюкс выступил в качестве постановщика боевых сцен. На момент выхода фильма Дюкс руководил школой боевых искусств в Вудленд-Хиллз и Северном Голливуде «Dux Ryu Ninjutsu», где преподавал одноимённый стиль, основанный на двух принципах корю — «адаптивности» и «постоянного изменения», которые якобы использовала семья Кога. Также Дюкс упоминается в качестве постановщика боевых сцен в фильмах «Самоволка» 1990 года (совместно с Ван Даммом) и «Только сильнейшие» 1993 года.
В 1993 году Дюкс посетил ежегодное шоу боевых искусств в Лос-Анджелесе под названием Draka Martial Arts Trade Show (проходило во 2-й раз), где устроил потасовку с кикбоксером Зейном Фрейзером. Дюкс нанял Фрейзера для ведения занятий, однако Фрейзер обвинил Дюкса в том, что тот ни разу не заплатил ему за уроки. В результате последовавшего боя между Дюксом и Фрейзером последний одержал победу. Свидетелями боя были Рорьон Грэйси и Арт Дэйви, которые пригласили Фрейзера в UFC. Дюкс обвинил Фрейзера в том, что тот нанёс ему удар исподтишка с помощью кастета, однако судья Джон Маккарти и подавляющее большинство источников отрицают, что подобный инцидент имел место. В том же году Дюкс попал в больницу с опухолью мозга, а после операции у него произошла утечка спинномозговой жидкости, из-за чего у него диагностировали менингит позвоночника, однако врачи спасли актёра.
В 1996 году Дюкс выпустил книгу «Тайный человек: история американского бойца без цензуры», в котором утверждал, что однажды встретился с директором Центральной разведки Уильямом Кейси в туалете, где тот предложил Дюксу работать на ЦРУ. Дюкс утверждал, что участвовал в ряде тайных миссий, начиная от уничтожения склада с горючим в Никарагуа и заканчивая уничтожением завода в Ираке, где производилось химическое оружие. В том же году на экраны вышел фильм «В поисках приключений» — режиссёрский дебют Жан-Клода Ван Дамма, также выступившего автором сюжета совместно с Дюксом, который, однако, подал на Ван Дамма в суд за нарушение условий контракта, а именно — за якобы кражу сценария оригинального фильма «Выход нового дракона», который позже лёг в основу фильма Ван Дамма. По словам Дюкса, пока он лежал в больнице с менингитом позвоночника, Ван Дамм якобы украл идею для сценария «В поисках приключений», но сам Ван Дамм всё отрицал, заявив, что потратил на написание сценария четыре года. В итоге в 1998 году Дюкс проиграл дело, не предоставив убедительных доказательств плагиата: на суде он вовсе заявил, что все аудиозаписи его переговоров с Ван Даммом по поводу съёмок «В поисках приключений» были безвозвратно утеряны в 1994 году в результате землетрясения в Лос-Анджелесе. Апелляцию Дюкс также проиграл в 1999 году.

## Обвинения в обмане

### Военная служба и Медаль Почёта
Находящиеся в свободном доступе в США официальные документы о воинской службе Фрэнка Дюкса гласили, что Дюкс никогда не служил за пределами США и не был отмечен никакой из наград (в том числе и Медалью Почёта). Более того, согласно данным от января 1978 года, его отправили на психиатрическое освидетельствование в связи с тем, что он делал «ветреные и бессвязные заявления». Дюкс утверждал в ответ, что данные о его воинской службе были сфальсифицированы с целью его же собственной дискредитации. Анализируя фотографию Дюкса в форме морского пехотинца с наградами, исследователи пришли к выводу, что все планки были расставлены в неправильном порядке, а планка Медали Почёта на его униформе вообще была неправильной — планка подобного вида выдавалась отличившимся солдатам Армии США, а не Корпуса морской пехоты. Согласно статье Джона Джонсона в выпуске газеты «Los Angeles Times» 1988 года, которая одной из первых заявила о фальсификации биографии Дюкса, во время службы Дюкс «не выезжал в сторону Азии дальше Сан-Диего», а свою единственную за тот период травму он получил, когда упал с грузовика в гараже. Дюкс в интервью газете заявил, что пытался выяснить у военных причину выдачи «не той планки» к Медали Почёта, однако ответа не получил. Позже он стал утверждать, что на фотографии он носил всего лишь карнавальный костюм по случаю Хэллоуина, а не официальную форму.
Ветеран боевых действий во Вьетнаме Би Джи Бёркетт в своей книге «Украденная доблесть», удостоенной в 2000 году премии Колби, обвинил Дюкса в фальсификации своего послужного списка: Дюкс якобы утверждал, что служил во Вьетнаме, в то время как на службу в вооружённые силы он пришёл уже после окончания Вьетнамской войны. В ответ на это Дюкс утверждал, что никогда не делал таких заявлений и что выполнял лишь некие секретные задания в Юго-Восточной Азии, хотя в 1980 году в журнале Black Belt о нём говорили как об обладателе «выдающегося послужного списка во время конфликта во Вьетнаме», а в интервью 1987 года журналу Inside Kung Fu его представили как ветерана Вьетнамской войны, который был призван на фронт. Ральф Киз и Найджел Уэст также выражали сомнения в подлинности сведений о воинской службе Дюкса, а позже к этим обвинениям присоединился и журнал Soldier of Fortune. В 2012 году автор сценария «Кровавого спорта» Шелдон Леттич заявил, что Дюкс показывал ему Медаль Почёта, однако когда люди стали расспрашивать Дюкса о подлинности медали и об обстоятельствах награждения, тот стал утверждать, что вообще не награждался никакой медалью и не показывал никому подобных наград.

### Кумите
Джон Стюарт, автор статьи 1980 года в Black Belt о победе Дюкса в турнире на Багамах, в 1988 году выразил сожаление по поводу публикации статьи, поскольку в то время был слишком «наивным» и поверил на слово Дюксу после его истории: после того, как номер вышел в печать, ему на руки попала некая информация, «поставившая под вопрос утверждения о воинской службе Дюкса». Редактор Black Belt Джим Коулмен заявил, что рассказ Дюкса был основан на выдуманных фактах, поскольку никаких доказательств в пользу реальности проведённого турнира не было найдено, и не отказался от своих слов в интервью 1996 года. Не подтвердил факт проведения кумите министр спорта Багамских островов Кеннет Уилсон, заявив, что провести турнир такого масштаба в обстановке строжайшей секретности было просто невозможно. Джон Джонсон в статье Los Angeles Times представил накладную на призовой кубок от организации боевых искусств, проводившей турнир, которая указала в качестве единственного контактного лица самого Фрэнка Дюкса; также было установлено, что вручённый за победу кубок был частично изготовлен в долине Сан-Фернандо, а Дюкс мог его купить в каком-то близлежащем магазине. В дальнейшем Дюкс продолжал утверждать, что о турнире было известно только узкому кругу свидетелей, а накладную называл фальшивкой
Дюкс предлагал Джонсону связаться с Ричардом Робинсоном, которого он встретил на «Кумите»: тот изначально заявил о подлинности событий, сказав, что получил приглашение на турнир как победитель соревнований по борьбе школы Лоуэр-Мерион. Однако затем Джонсон выяснил, что Робинсон был одноклассником Дюкса, а не учеником той самой школы, и Робинсон нехотя признал это. Сценарист Леттич, которому Дюкс и подал идею сценария «Кровавого спорта», познакомился с неким Ричардом Бендером, который изначально также подтверждал всё сказанное Дюксом о «Кумите», но спустя некоторое время сознался Леттичу во вранье и заявил, что Дюкс объяснил ему перед встречей, что и как говорить. Леттич описывал в дальнейшем Дюкса как «бредового фантазёра», а сайт смешанных боевых искусств Fightland причислил Дюкса к списку мошенников от боевых искусств, который якобы пытался прорекламировать свою школу боевых искусств. На фоне роста популярности боевых искусств в США это был не единственный случай, когда тренеры для привлечения большего количества учеников выдумывали биографии, причисляя себе несуществующие регалии и выдуманные победы в турнирах.

### Сэндзо Танака
Найти следов учителя по имени Сэндзо Танака, по прозвищу «Тигр», журналистам не удалось: в интервью 1988 года Джонсону Дюкс утверждал, что не знал, жив ли Танака и где он мог вообще находиться. В последующих интервью он утверждал, что Танака якобы проживал в Японии под другим именем, а потом заявил, что Танака умер незадолго до начала турнира «Кумите», но перед смертью попросил Дюкса принять в нём участие. Джонсон заметил, что учитель был полным тёзкой героя романа Яна Флеминга о Джеймсе Бонде «Живёшь только дважды», в ответ на что Дюкс сказал, что Флеминг «создавал своих героев на основе подлинных людей». В марте 2017 года Дюкс заявил о найденном свидетельстве смерти Танаки, согласно которому, тот умер в Лос-Анджелесе в 1975 году, хотя на сайте Дюкса в 2016 году утверждалось, что Танака умер в Японии.

### Выступления
По заявлению Фрэнка Дюкса журналу Black Belt, он провёл 329 боёв, в которых одержал 321 победу, проиграл всего один бой, а семь свёл вничью. В 2014 году в интервью телеканалу AXS TV он уже заявил, что выиграл все 329 боёв: то же самое утверждалось и в титрах «Кровавого спорта». Редактор журнала Inside Kung Fu Кёртис Вон выражал сомнения в том, что Дюкс мог одержать 56 побед нокаутом подряд; верифицировать информацию о рекордах Дюкса, по мнению журналистов, мог только сам Дюкс.

### Работа на ЦРУ
Часть своей биографии, связанной с работой на ЦРУ, Дюкс привёл в своей книге «Тайный человек», выпущенной в 1996 году издательством ReganBooks. Роберт Гейтс, заместитель и преемник Уильяма Кейси на посту директора Центральной разведки, якобы завербовавшего Дюкса, заявил, что об этом человеке не слышал никто в ЦРУ. Дюкс также утверждал, что работал на генералов Армии США Нормана Шварцкопфа и Джона Синглауба, но и те открестились от Дюкса: Синглауб назвал книгу «абсолютно полной выдумкой» и попросил своего юриста связаться с издательской компанией HarperCollins, которой принадлежало издательство ReganBooks, и прекратить продажу и сбыт данной книги. Позже печать прекратилась: Дюкс вынужден был обратиться в издательство с соответствующей просьбой, но неоднократно возмущался тому, что в дело вмешались официальные органы.
Журнал Soldier of Fortune заявил, что в книге Дюкса насчитывается не менее 10 «сюжетных дыр», среди которых упоминались факты якобы личного инструктажа Дюксу со стороны Кейси касаемо каждой операции. В книге Кейси приписывались заявления о том, что в ЦРУ никто не мог знать о существовании Дюкса, что затем опровергалось передачей документов на его имя и помощью сотрудников ЦРУ во множестве случаев. Представитель ЦРУ заявил, что хотя книга была «чистой воды выдумкой», заявления Дюкса были откровенно нелепыми, и ЦРУ пришлось всё же прокомментировать все его заявления; более того, Дюксу было просто добиться выхода книги в свет, поскольку на момент публикации Кейси умер, и отредактировать её было невозможно. Журнал Publishers Weekly заявил, что трудно было определить, «является ли всё это обычной фантазией автора или попыткой изобразить его несуществующую биографию в мемуарах, которые читались бы так, как если бы их содрали с сюжета телесериала „Мстители“ и опубликовали бы в мягкой обложке».
Ещё одной фактической ошибкой Дюкса стало заявление о том, что его отец Альфред якобы работал на Моссад ещё до начала Второй мировой войны, а в 1939 году вступил в Еврейскую бригаду. Найджел Уэст заявил, что эти заявления Дюкса не выдерживают никакой критики, поскольку Моссад был основан после Второй мировой войны, а Еврейская бригада — в 1944 году. Лейтенант-коммандер SEAL Ларри Симмонс (командир SEAL Team 5), у которого был общий с Дюксом литературный агент, позировал с ним для фотографии, а Дюкс в своей книге разместил эту фотографию, подписав, что они разговаривали о работе даже в свободное время. Симмонс опроверг все эти заявления, назвав Дюкса мошенником.

### Иные обвинения
В книге «Дела говорят громче» (англ. Actions Speak Louder) Эрик Лихтенфельд писал, что всякий раз Дюкс, опасаясь за раскрытие обмана, выдумывал всё больше и больше о себе нелепых фактов, чтобы не попасться. Дюкс утверждал, что как победитель турнира якобы получил японский меч в качестве приза, однако пресса не обнаружила дома этот меч. Дюкс объяснял, что вынужден был продать его, чтобы спасти группу филиппинских сирот из плена местных пиратов. Как выяснилось, выкупить пленников не удалось, и Дюкс вынужден был сам спасать детей. Позже он утверждал также, что спас от покушения Стивена Сигала. Вину в несостыковках в его карьере мастера боевых искусств он сваливал на Стивена К. Хэйеса, обвиняя его в фальсификациях. В целом, основываясь на интервью со знакомыми Дюкса, газета Los Angeles сделала вывод, что сам Дюкс — «ничем не выдающийся молодой человек, который умом и наглостью сделал из себя супергероя, аккуратно удостоверив свою новую личность при помощи военных медалей, кубков и газетных вырезок сомнительного происхождения».
В 1993 году Дюкс выступал на международном шоу боевых искусств в Париже, в ходе которого сумел разбить голыми руками и ногами несколько бутылок для виски и шампанского, а также разбил с двух попыток большой прямоугольный фрагмент стекла. Дюкс говорил, что в Париже им было разбито бронированное стекло, выдерживавшее попадание 9-мм пули. Во время судебных слушаний 1998 года против ван Дамма ряд свидетелей обвинили Дюкса в том, что он обманывал зрителей, поскольку разбитые им бутылки были якобы сделаны из сахарного стекла, а бронестекло на самом деле было выполнено из плексигласа. Дюкс обвинил свидетелей, делавших подобные заявления, в мошенничестве, и настаивал, что бронестекло было подлинным.
Вместе с тем продолжаются споры о том, что как минимум часть рассказов Дюкса имела место в реальности, а не была плодом его фантазии. В 1999 году Дюкс подал в суд на сотрудника журнала Soldier of Fortune Роберта Брауна за клевету в статьях, хотя и проиграл дело. Во время слушаний Джон Джонсон представил фотокопию накладной на трофей, которым был награждён Дюкс, однако суд отказался приобщать её к делу, сославшись на ряд несостыковок: одной из них была дата накладной, поскольку накладную составили уже после того, как Дюкса сфотографировали с трофеем. Дэриел Фигейроа из издания Uproxx заявил, что несостыковки есть не только в биографии Дюкса, но и в аргументах его критиков, что приводило к образованию «кучи лжесвидетельств и фальсифицированных доказательств, в то время как истина была где-то посередине». Хью Лэндман из Ranker заявил, что Дюкс может «врать или хотя бы преувеличивать многие аспекты из его карьеры», однако нет убедительного доказательства того, что вся его биография сфальсифицирована: по его словам, он мог действительно выиграть какой-то турнир, который в действительности никакого отношения к турниру из «Кровавого спорта» не имел.

## Фильмография

### Актёр
1. 1986 — Марроу[англ.] — директор по R&D
2. 1986 — Лавка ужасов — пациент № 2
3. 1986 — Последние дни Паттона[англ.] — американский корреспондент
4. 1987 — Уничтожить террористов — Брок Тауэрс
5. 1993 — Только сильнейшие — Велдер

### Сценарист
1. 1996 — В поисках приключений — соавтор сюжета (совместно с Жан-Клодом Ван Даммом)[39]

### Постановщик боевых сцен
1. 1988 — Кровавый спорт[40]
2. 1990 — Самоволка (совместно с Жан-Клодом Ван Даммом)[11]
3. 1993 — Только сильнейшие[12]